# NOMAD (シドのアルバム)
『NOMAD』（ノマド）は、シドの通算9枚目、メジャー5枚目のオリジナルアルバム。2017年9月6日にキューンミュージックから発売された。

## 解説
前作『OUTSIDER』から約3年半でのリリース。
前作から期間が空いたことについてマオは「前作から3年6ヶ月空いてしまったけど、せっかく空いたのであれば、そこに意味を持たせたいと思っていて」「“あぁ、シドだね”というよりは、“新しいことやってきたね”、“やっぱりシドっておもしろいね”というものがないと、自分がファンならつまらなく感じると思ったんですよね。」と語っている。
アルバムタイトル及び表題曲のタイトル「NOMAD」は「放浪者」等の意味を持つ英単語で、マオは「響きが良いなと思って。」「放浪してまたここに集まってきたというリアルな感覚もあるし、なんかいいんじゃないかなって。」と語っている。
また、このアルバムの制作について明希は「今回は新しさを意識しつつ、4人でせめぎ合うサウンドになるようなアルバムにしたいねという大まかな話をして。」「シングル3曲が入ることは決まっていて、アルバムの軸になるものはあるから、そこから派生してこういう曲が欲しいね、こういうツアーにしたいよねっていう、『NOMAD』に関する一連の活動について話し合いました。」と語っている。

## 収録内容
| 全作詞: マオ。 |                          |           |          |      |
| #              | タイトル                 | 作詞      | 作曲     | 時間 |
| 1.             | 「NOMAD」                | マオ      | 御恵明希 | 4:40 |
| 2.             | 「XYZ」                  | マオ      | 御恵明希 | 2:57 |
| 3.             | 「硝子の瞳」             | マオ      | ゆうや   | 4:01 |
| 4.             | 「スノウ」               | マオ      | 御恵明希 | 4:19 |
| 5.             | 「躾」                   | マオ      | 御恵明希 | 4:21 |
| 6.             | 「バタフライエフェクト」 | マオ      | ゆうや   | 4:03 |
| 7.             | 「低温」                 | マオ      | ゆうや   | 3:52 |
| 8.             | 「KILL TIME」            | マオ      | Shinji   | 3:42 |
| 9.             | 「螺旋のユメ」           | マオ      | 御恵明希 | 4:00 |
| 10.            | 「普通の奇跡」           | マオ      | 御恵明希 | 4:54 |
| 合計時間:      | 合計時間:                | 合計時間: | 40:49    |      |

### 楽曲解説
「NOMAD」
表題曲だが、実はアルバムの中では最後に作った楽曲であり、明希は期限に間に合わせるためにほとんど徹夜で作ったという。また、シドとしては珍しく、死別を意味すると思われるフレーズが出てくる。
「XYZ」
明希曰く「かなりの駄作だが、メンバー受けは良かったからアルバムに入れた」
「硝子の瞳」
劇場版アニメーション「黒執事 Book of the Atlantic」主題歌
ゆうや曰く「黒執事は俺の庭。初めて自分としては綺麗な曲を作れた」
「スノウ」
漂流制作時にはデモが製作されていた。そこから広げていった曲であるという。
「躾」
マオ曰く、「このアルバムで唯一の、シドらしい曲。」
「バタフライエフェクト」
アルバムの中では一番始めに作られた曲であり、デモ自体は既に「hug」が発売された頃にはできていた。当初はシングルカットされる予定はなかった。
「低温」
この曲についてゆうやは「“自分がドラムを叩きたくなるような曲を作れば？”って、昔からよく言われているんですけど、その真逆を作ってみたというか（笑）」と語っている．
「KILL TIME」
Shinjiは「難しいですよね、これ（笑）。でも、そこはあえて難しくしたというのもあって、なかなか真似できないものにしたいなと。かといって、テクニック自慢に走りすぎるのも違うと思ったので、大人っぽくて難しいというバランスの曲にしました。たぶん1stアルバムぐらいの自分にはできなかった曲だと思います。」と語った。
「螺旋のユメ」
TVアニメ「将国のアルタイル」オープニングテーマ
明希曰く、「シドでは今までに無かった綺麗なアップテンポの楽曲」また、この曲はデモをそのまま変化させることなく楽曲とした。
「普通の奇跡」
アルバムの中では最後の曲であるが、既に「ENAMEL」発売時には構想は浮かんでおり、アルバムの中では比較的早くに出来た楽曲である。またShinjiは、「こう言うタイプの曲をあまり最後には持ってきたくなかった」と、ゆうやは、「どちらかというと螺旋のユメを最後に持ってきたかった」と、メンバーの中でも曲順をどうするか一番迷った曲だが、最終的にはマオと明希の意見が通る形となり、アルバムの最後の曲となった。